# Barbara Dare
Barbara Dare (Wayne, Nueva Jersey; 23 de febrero de 1963) es el nombre artístico de una actriz pornográfica estadounidense de origen judío. Barbara fue una de las actrices que actuaron para la productora Vivid, y es una de las estrellas de la revista AVN, además está incluida en el salón de la fama de la asociación XRCO.

## Carrera
Dare empezó a aparecer en películas eróticas a mediados de los años 80, y también posó para revistas eróticas tales como Hustler, Swank y High Society. En el año 1989, escribió juntamente con la actriz pornográfica Stephanie Swift, un artículo mensual en la revista Swank. Dare fue una de las estrellas de las películas pornográficas de los años 80. Ella apareció en escenas con varios actores y actrices pornográficas, entre las actrices cabe destacar a Tracey Adams y a Ginger Lynn. Barbara se convirtió en una de las primeras mujeres en la indústria del cine porno en firmar un contrato exclusivo con la productora Essex Video para filmar 10 películas al año, y cobraba un salario anual de 150,000 dólares, más tarde dejaría el estudio para firmar por la productora Vivid, y se convirtió en una de las primeras chicas Vivid. Dare apareció en su última película en el año 1994.

## Apariciones
Dare fue entrevistada en 1987 en el episodio de la serie de noticias para la televisión Frontline respecto a su opinión sobre el fallecimiento de Shauna Grant. Barbara también tuvo pequeños papeles en producciones no eróticas y en películas de la serie B.

## Filmografía parcial
- Slippery when wet (1986)
- Blame it on Ginger (1986)
- Barbara the Barbarian (1987)
- Ginger and Spice (1987)
- Girls who Dig Girls 8 (1988)
- Barbara Dare's Bad (1988)
- Angela Baron Takes a Dare (1988)
- Sex in Dangerous Places (1988)
- Wet Pink (1989)
- For Her Pleasure Only(1989)
- Ginger then and now (1990)
- Where the Boys Aren't 2 (1990)
- Lick Bush (1992)
- Bratgirls (1992)
- Evil Toons (1992)
- Hannah Does Her Sisters (1986)

## Premios
- 1987 Premio AVN para la mejor nueva starlet
- 1989 Premio AVN para la mejor actriz por Naked Stranger
- 1990 Premio AVN para la mejor escena femenina por True love con April West
- Salón de la fama de la AVN
- Salón de la fama de la XRCO